# Listă de pictori valoni
Aceasta este o listă de pictori valoni.

## A
- Jean-Marie Abel
- Yvon Adam
- Aglane
- Émile Alexandre
- René Ali
- Fernand Allard l'Olivier
- Marc Angeli
- Clément Anis
- Marguerite Antoine
- Paul Antoine
- Willy Antoine
- Max Arnold
- Agnès Arnould
- Marcel Arnould
- Raymond Art
- André Aubry
- Evelyne Axell

## B
- Yves Bage
- Gilbert Baibay
- Léopold Baijot
- Raymond-Marie Balau
- Camille Barthélemy
- Michel Barzin
- Jean-Claude Bastille
- Johan Baudart
- Marcel-Louis Baugniet
- Jean-Jacques Bauweraerts
- Claude Bay
- Mariette Bayet
- Jean Beauduin
- Philippe Beaugniet
- Gabrielle Bedoret
- Gabriel Belgeonne
- Bellor
- Émile Berchmans
- Jules-Étienne Berchmans
- Ernest Bernardy
- Charles-Théodore Bernier
- Véronique Bernier
- Edward Bestgen
- Frédéric Beunckens
- Lucien Bidaine
- Aline Bienfait
- Renée Bilstein
- Paule Bisman
- Charles Bisschops
- Joseph Bisschops
- André Blank
- Anna Boch
- Eugène Boch
- Henry Bodart
- Francis Bogaert
- Bernard Boigelot
- Jenny Bolly
- Jacqueline Bolsaie-Henrard
- Marie-France Bonmariage
- Joseph Bontemps
- Joseph Bonvoisin
- Olivier Boseret
- Véronique Boseret
- André Bosmans
- Andrée Bosquet
- Lucienne Bosquet
- Monique Bossicart
- Yves Bossut
- Camille Bottin
- Marina Boucheï
- Suzanne Bouillienne
- Michel Boulanger (d'Anthisnes)
- Hippolyte Boulenger
- Georges Boulmant
- Jean-Jacques Bourgeois
- Francis Brichet
- Louis Buisseret
- Pol Bury
- Zéphyr Busine

## C
- René Cabodi
- Pierre Caille
- Joëlle Calembert
- Charlotte Callens
- Jacques Calonne
- Nestor Cambier
- Gustave Camus
- Aristide Capelle
- Fernand Carette
- Marius Carion
- Marcel Caron
- Anto Carte
- Ghislain-Victor Carte
- Sabine Cassart
- Dario Caterina
- Paul Cauchie
- Ivan Cerf
- Jacques Chaidron
- José Chapellier
- Pierre Chariot
- Jacques Charlier
- Joseph Châtelain
- Albert Chavepeyer
- Gomer Chavepeyer
- Hector Chavepeyer
- Augustin Chevalier
- Marcel Chevalier
- Maurice Chevalier (peintre)
- Alexandre Christiaens
- Léon Claessens
- Michel Clerbois
- Nicolas Cloes
- Henri-Jean Closon
- Brigitte Closset
- Pierre Clouet
- John Cluysenaar
- Paul Cocagne
- Jean-Claude Coenegracht
- Jean-Claude Coenen
- Paul Collet
- Dominique Collignon
- Georges Collignon
- Georges Comhaire
- Suzanne Coox
- Philippe-Henri Coppée
- Pascale Corbeel
- Charles Counhaye
- Pierre Courtois
- Jean-Paul Couvert
- Pasquale Cristallo
- Robert Crommelynck
- Philippe Croquant

## D
- Mary Dambiermont
- Albert Dandoy
- Auguste Dandoy
- Henri Dauchot
- Paul Daxhelet
- Jean Debattice
- Marc Debattice
- Pierre Debatty
- Francis De Bolle
- Jean Dechêne
- Louis François Decœur
- Didier Decoux
- Paul Defaux
- Alfred Defize
- Marcel Defize
- Léonard Defrance
- Jacques Defrang
- Léon Defrécheux
- Marcel Degand
- Henri Deglumes
- William Degouve de Nuncques
- André Dejardin
- Jo Delahaut
- Maud Delahaut
- Charles Delaite
- Gérard Delancre
- Émilie Delbrouck
- Pierre Del Cour
- Annette Deletaille
- Bruno Delferière
- Charles Delhaes
- José Delhaye
- Marcel De Lincé
- Marcel Delmotte
- France Delpérée
- Charles Delporte
- Edmond Delsa
- Louis Deltour
- Anne-Marie Delvaux
- Jean-Pierre Delvaux
- Paul Delvaux
- Alain Denis
- Frans Depooter
- Jean Pierre Dequene
- Philippe Derchain
- Bernard Desfrère
- Émile Deshayes
- Louise Desiron
- Jean-François Detilleux
- Servais-Joseph Detilleux
- Arsène Detry
- Gérard Deuquet
- Pierre Deuse
- Eddy Devolder
- Léon Devos
- Jean-Marie Dewez
- Adrien De Witte
- Ronald Dieu
- Victor Dieu
- Monique Dohy
- Jean Dols
- Auguste Donnay
- Jean Donnay
- Henri Dorchy
- Jacques Dormont
- Edmond Doumont
- Jean Dratz
- Fernand Dresse
- Martine Droixhe
- Angelina Drumeaux
- Berthe Dubail
- Philippe Dubit
- André Dubois
- Jean Dubois
- Raphaël Dubois
- Edmond Dubrunfaut
- Colette Duck
- Roger Dudant
- Suzanne Dufoing
- Frédéric Dufoor
- Pierre Dulieu
- Gilberte Dumont
- Marcel Dumont
- Micheline Dumont
- Raymonde Dumoulin
- Roméo Dumoulin
- Adrien Dupagne
- Jean Dupont
- René Dupont
- Albert Dupuis
- Jacques Dupuis
- Michel Durgtel
- Alfred Duriau
- Serge Durieux
- Francis Dusépulchre
- Brigitte Delporte

## E
- Guillaume Édeline
- Ernest Engel-Pak
- Serge Englebert

## F
- Élysée Fabry
- Émile Fabry
- Daniel Fauville
- Francis Feidler
- Ninette Férard
- Christiane Fettweis
- Bonaventure Fieullien
- Nadine Fiévet
- Gustave Fischweiler
- Alexis Fivet
- Fernand Flausch
- Jean-Claude Flebus
- Géo Fosty
- Claude Foubert
- Éric Fourez
- Dominiq Fournal
- Charles-Félix Fourneau
- Daniel Fourneau
- Paul Franck
- Jean-Michel François
- Chantal Frère
- Denyse Fréson

## G
- Jean Gabriel
- Anne Garnier
- Michèle Garot
- Bernard Gaube
- Ben Genaux
- Jules Génisson
- Noël Geo
- Bruno Gérard
- Joseph A. Gérard
- Yvonne Gérard
- Jacotte Gérard-Dejace
- Fanny Germeau
- Jules Ghobert
- Martine Ghuys
- Marcel Gibon
- Marcel Gillis
- Fanny Gillotay
- Jean Godard
- Mathieu Godard
- José Goemaere
- Hector Goffint
- Fernand Gommaerts
- Marcel Goossens
- Béatrice Graas
- Léon Greffe
- Jos Grégoire
- Roger Greisch
- Hubert Grooteclaes
- Charles de Groux
- Jean-Pierre Guerrier
- Maurice Guilbert
- Marthe Guillain
- Jacques Guilmot
- Lucien Guinotte
- Marie-Henriette Guise
- Adelin Guyot

## H
- André Hallet
- Gabriel Hance
- Ernest Hannotiaux
- Ferdinand Harmignie
- René Hauben
- Émile Hecq
- Richard Heintz
- Willy Helleweegen
- Bénédicte Henderick
- Paul Henrard
- Jules Henriette
- Éva Herbiet
- Paule Herla
- Jean-Luc Herman
- Rik Herman
- Urbain Herregodts
- Jean-Louis Herten
- Andrée Heupgen
- Jean-Claude Heupgen
- Fernand Heuze
- Jean Hick
- Georges Higuet
- Paul Hilt
- Lucien Hock
- Christian Hocquet
- Francine Holley-Trasenster
- Michel Holyman
- Jacqueline Hondermarcq
- Philippe Hoornaert
- Guy Horenbach
- Charles Houben
- André Houfflin
- Marie Howet
- Marcel Hubert
- Pierre Hubert
- René Huin
- André Hupet
- Jean-Pierre Husquinet
- Michel Huysmans

## I
- Mayou Iserentant

## J
- Jacques Jacob
- Laurent Jacob
- Raymond Jacob
- Francis Jacobs
- Alain Jacquemin
- Hélène Jacquet
- Armand Jamar
- Léon Jamin
- Albert Jaminon
- Michel Jamsin
- Ludovic Janssen
- Guy Jaspar
- Marcel Jaspar
- Gaston Jaumotte
- Christiane Joly
- Nic Joosen
- Bernard Josse
- Jean-Henri Julemont
- René Julien

## K
- Robert Kayser
- Jacques Keguenne
- Alexis Keunen
- Paul-Georges Klein
- Valentine Klimov
- Joseph Koenig
- Nicolas Kozakis
- Michel Kozuck
- Mathieu Kratz

## L
- Joseph Lacasse
- Max La Chapelle
- Marcelle Lacroix-Flagey
- Roger La Croix
- Marc Laffineur
- Luc Lafnet
- Marcel Lagasse
- Gilbert Laloux
- Camille-Nicolas Lambert
- Françoise Lambilliotte
- Alain Lambillotte
- Georges Lambillotte
- André Lambotte
- Bernadette Lambrecht
- André Lapière
- Walthère Lardinois
- Roland Lavianne
- Georges-Émile Lebacq
- Claude Lebailly
- Georges Le Brun
- Jacques Lechat
- Georges Leclercq
- Victor Leclercq
- Émilie Lecomte
- Louis-Alphonse Lecomte
- Denise Lecouturier
- Paul Leduc
- Victor Lefèbvre
- Costa Lefkochir
- Marcel Lefrancq
- Henry Lejeune
- Jean Lejour
- Claude Lemaire
- Mady Lemaire
- Albert Lemaître
- Paul Lembourg
- Marcel Lempereur-Haut
- Michel Lentz
- Maurice Léonard
- Michel Léonard
- Henri Le Roux
- Jean Leroy
- Christophe Lezaire
- Serge Lhoir
- Modeste-Jean Lhomme
- Robert Liard
- Yvette Lichtfus
- Michel Liénard
- Georges Linotte
- Jacques Lint
- Henri Litt
- Jacques Lizène
- Lambert Lombard
- Louis-Marie Londot
- Bernard Lorge
- Joseph Louis
- Pierre Michel de Lovinfosse
- Lucidel

## M
- Erwin Mackowiak
- René Magritte
- Didier Mahieu
- Jean-Marie Mahieu
- Paul Mahoux
- Bernard Mairesse
- Auguste Mambour
- Charlotte Marchal
- Gustave Marchoul
- François Maréchal
- Jacques Maréchal
- Oscar Marin
- Lucien Maringer
- Ernest Marneffe
- Alexandre-Louis Martin
- Alfred Martin
- Milo Martinet
- Robert Massart
- Maurice Mathias
- Blandy Mathieu
- Pol-François Mathieu
- Jean-Marie Mathot
- Henri Mathy
- Louise Mativa
- Jacques Matton
- René Mélon
- Marie Meuret-Philippot
- Emmanuel Meuris
- Perrine Mewissen
- Maurice Micha
- Henri Michaux
- Max Michotte
- Jean Milo
- Francis Minette
- Michel Mineur
- Eudore Misonne
- Gilbert Modestus
- Alfred Moitroux
- Jean-Marie Molle
- Jean Morette (peintre)
- Werner Moron
- Émile Motte
- Auguste Mulliez
- Maurice Musin

## N
- Jean Nautet
- Léon Navez
- Christine Nicaise
- Charles Nihoul
- Chantal Noël
- Georges Noël
- Victor Noël
- Paul Nollet
- Thierry Noville
- Jacques-Louis Nyst

## O
- Jacques Ochs
- Jean-François Octave
- Marc Octave
- Christian Otte
- Nestor Outer

## P
- Gustave Paredis
- Aubin Pasque
- Pierre Paulus
- Vincent Peeterbroek
- Daniel Pelletti
- Calisto Peretti
- Yvonne Périn
- Jacques Perot
- Luc Perot
- Pierre Pétry
- Albert Philippot
- José Picon
- Pol Piérart
- Yvette Pigeon
- Nancy Pierret
- Jean-Louis Pion
- Léonce Pion
- Louis Pion
- Maurice Pirenne
- André Pirotte
- Pierre Pirson
- Yolande Pistone
- Jean-Marie Planque
- Léopold Plomteux
- Freddy Plongin
- Serge Poliart
- Fernand Ponthier
- Jules Postel

## Q
- Mig Quinet
- Patrick Quinot

## R
- Claude Rahir
- Jean-Pierre Ransonnet
- Jacques Ransy
- Jean Ransy
- Dominique Rappez
- Armand Rassenfosse
- Albert Raty
- Franca Ravet
- Pierre Joseph Redouté
- Victor Regnart
- Michel Renard
- Arthur-Maria Rener
- Paul Renotte
- Jean Rets
- Jean Rocour
- Flory Roland
- José Roland
- Christian Rolet
- Jo Rome
- André Romus
- Félicien Rops
- Juliette Rousseff
- André Ruelle
- Claudine Ruelle
- Marc Rulmont

## S
- Jeanne Salentiny
- Henri Sarla
- Jean-Claude Saudoyez
- Edgar Scauflaire
- Auguste Scevenels
- Michel Scheer
- Betty Schmetz
- Paul Schmitz
- Paul Schrobiltgen
- Jean-Baptiste Scoriel
- Jean-Pierre Scouflaire
- Philippe Seynave
- Christian Silvain
- Armand Silvestre
- Anne Simon
- Simone
- Claude Sinte
- Charles Spinette
- Lucie Spineux
- André Sprumont
- Robert Stenne
- Fernand Stéven
- Pol Stiévenart
- Rodolphe Strebelle
- José Stree
- Charles Szymkowicz

## T
- Brigitte Thelen
- Louis Thérer
- Claude Thirion
- Dominique Thirion
- Fernand Thon
- Luc Thyssen
- René Tobie
- Joseph Tollet
- Léon Tombu
- Paul Tondreau
- André Toussaint
- Laura Turner

## U
- Raoul Ubac
- Francine Urbin-Choffray

## V
- Guy Vandeloise
- Rémy Van Den Abeele
- Georges Vandenbosch
- Alfred Vandenbrandt
- Marc Vanden Brom
- Léon Van den Houten
- Serge Vandercam
- Edmond Vandercammen
- Louis Van De Spiegele
- Cécile Vandresse
- Yvon Vandycke
- Jean-Marie Van Espen
- Thomas Van Gindertael
- Fernand Verhaegen
- Bernard Verhaeghe
- Joseph Verhaeghe
- Bob Verschueren
- Fernand Vetcour
- Charly Vienne
- Danny Vienne
- Lionel Vinche
- Marcel Vintevogel

## W
- Robert Wains
- Taf Wallet
- Jean Walraevens
- Adolphe Wansart
- Marcel Warrand
- Charles Watelet
- Jean Wegnez
- Willy Welter
- Antoine Wiertz
- Denyse Willem
- Christiane Willemsen
- Willoos
- Alain Winance
- Jean Winance
- José Wolff
- Nicolas Wolkenar
- Léon Wuidar
- Xavier Wurth

## X
- Maurice Xhrouet

## Z
- Joseph Zabeau
- Francine Zeyen
- François Zolet
- Yves Zurstrassen